# Tadas
Tadas ist ein litauischer männlicher Vorname aramäischen Ursprungs. Die deutschsprachige Entsprechung des Namens ist Thaddäus.

## Namensträger
- Tadas Barauskas (* 1977), Politiker, Mitglied des Seimas
- Tadas Daugirdas (1852–1919),  Maler, Archäologe und Heimatforscher
- Tadas Eliošius (* 1990), Fußballspieler
- Tadas Ivanauskas (1882–1970), Biologe und Zoologe
- Tadas Kijanskas (* 1985),  Fußballspieler
- Tadas Klimavičius (* 1982),  Basketballspieler
- Tadas Langaitis (* 1977), Politiker, Mitglied des Seimas
- Tadas Papečkys (* 1978),  Fußballspieler
- Tadas Prajara (* 1986), Politiker,  Mitglied des Seimas
- Tadas Sadauskis (* 1996), Politiker,  Mitglied des Seimas
- Linas Tadas Karosas (* 1964),  Unternehmer, Inhaber der Restaurants-Kette „Čilija“